# Cynotilapia
Cynotilapia è un genere di ciclidi haplochromini, endemico del Lago Malawi, nella Rift Valley dell'Africa orientale. Tutti i pesci in questo genere sono parte del gruppo degli mbuna, pesci che tendono a vivere in zone dal fondale roccioso. Tutte le specie sono poligame, materne, incubatrici orali, e trasportano gli avannotti in questo modo per circa 20-30 giorni.

## Specie
Vi sono attualmente cinque specie riconosciute in questo genere:
- Cynotilapia afra (Günther, 1894)
- Cynotilapia aurifrons (Tawil, 2011)
- Cynotilapia axelrodi (W. E. Burgess, 1976)
- Cynotilapia chilundu (Li, Konings & Stauffer, 2016)
- Cynotilapia zebroides (D. S. Johnson, 1975)